# Recta

Las líneas roja y azul de este gráfico tienen la misma pendiente; las líneas roja y verde tienen la misma intersección con el eje y (cruzan el eje y en el mismo lugar).

Representación de un segmento de recta.

En geometría euclidiana, la recta o la línea recta es una línea que se extiende en una misma dirección; por lo tanto, tiene una sola dimensión y contiene un número infinito de puntos. Dicha recta también se puede describir como una sucesión continua de puntos extendidos en una sola dirección.
Es uno de los entes geométricos fundamentales, junto al punto y el plano. Son considerados conceptos apriorísticos, ya que su definición solo es posible a partir de la descripción de las características de otros elementos similares. Un ejemplo de las dificultades de la definición de la recta a partir de puntos es la llamada paradoja de Zenón de la dicotomía, que ilustraba la desaparición de la recta al dividirla en puntos porque luego no había un concepto para ensamblar dicha recta a partir de puntos, ya que la unión de dos puntos es un punto. Las rectas se suelen denominar con una letra minúscula.
En geometría analítica las líneas rectas en un plano pueden ser expresadas mediante una ecuación del tipo y = m x + b, donde x, y son variables en un plano cartesiano. En dicha expresión m es denominada la "pendiente de la recta" y está relacionada con la inclinación que toma la recta respecto a un par de ejes que definen el plano, mientras que b es el denominado "término independiente" u "ordenada al origen" y es el valor de la ordenada del punto en el cual la recta corta al eje vertical en el plano.

## Definiciones y postulados de Euclides relacionados con la recta
Euclides, en su tratado denominado Los Elementos, establece varias definiciones relacionadas con la línea y la línea recta:
- Una línea es una longitud sin anchura (Libro I, definición 2).
- Los extremos de una línea son puntos (Libro I, definición 3).
- Una línea recta es aquella que yace por igual respecto de los puntos que están en ella (Libro I, definición 4).

## Características de la recta
- La recta se prolonga indefinidamente en ambos sentidos.
- En geometría euclidiana, la distancia más corta entre dos puntos es la línea recta.
- La recta puede definirse como el conjunto de puntos situados a lo largo de la intersección de dos planos.

### Semirrecta

Haz de rayos.

Se llama semirrecta cada una de las dos partes en que queda dividida una recta al ser cortada en cualquiera de sus puntos. Es la parte de una recta conformada por todos los puntos que se ubican hacia un lado de un punto fijo de la recta, denominado origen, a partir del cual se extiende indefinidamente en un solo sentido.

### Semirrecta opuesta
La semirrecta opuesta de una semirrecta es la otra semirrecta salida de la recta que define la primera.
- Cada semirrecta solo tiene una semirrecta opuesta.
- Una semirrecta y su semirrecta opuesta tienen el mismo origen.

## Ecuación de la recta en el plano
En un plano cartesiano, podemos representar una recta mediante una ecuación general definida en dicho plano, ya sea mediante coordenadas usando puntos y vectores, o bien funciones que especifican dichas coordenadas.

### Pendiente y ordenada al origen
Dada una recta mediante un punto, {\displaystyle P=(x_{1},y_{1})\,}, y una pendiente {\displaystyle m\,}:
Se puede obtener la ecuación de la recta a partir de la fórmula de la pendiente (ecuación punto-pendiente):
{\displaystyle y-y_{1}=m(x-x_{1})\!}
donde {\displaystyle m} es la tangente del ángulo que forma la recta con el eje de abscisas X.

#### Ejemplos
a)  La ecuación de la recta que pasa por el punto {\displaystyle A=(-5,3)} y que tiene una pendiente de {\displaystyle m=6} es:
Sustituyendo en la ecuación anterior tenemos:
{\displaystyle y-y_{1}=m(x-x_{1})\!}
{\displaystyle y-3=6(x-(-5))\!}
{\displaystyle y-3=6(x+5)\!}
{\displaystyle y-3=6x+30\!}
{\displaystyle y=6x+30+3\!}
{\displaystyle y=6x+33\!}
Demostración: Se puede observar perfectamente que el valor que acompaña a la x es 6, es decir m, que es la pendiente de dicha recta.
Si ahora se sustituye el valor x del punto dado A = (-5,3) en la ecuación de la recta obtenida en nuestro resultado, es decir, -5, se va a obtener como resultado y = 3 y viceversa, es decir, si ahora se sustituye el valor y del punto dado A = (-5,3) en la ecuación de la recta obtenida en nuestro resultado, es decir, 3, nos va a dar como resultado x = -5.
Si:
{\displaystyle y=6x+33\!}
para x = -5 tenemos que:
{\displaystyle y=(6(-5))+33\!}
{\displaystyle y=-30+33\!}
{\displaystyle y=3\!}
Y si:
{\displaystyle y=6x+33\!}
para y = 3 tenemos que:
{\displaystyle 3=6x+33\!}
{\displaystyle 6x=3-33\!}
{\displaystyle 6x=-30\!}
{\displaystyle x=-{\frac {30}{6}}}
{\displaystyle x=-5}
b)  La ecuación de la recta que pasa por el punto {\displaystyle A=(2,-4)} y que tiene una pendiente de {\displaystyle m=-{\frac {1}{3}}}:
{\displaystyle x+3y+10=0\!}
| Demostración |
| Al sustituir los datos en la ecuación, resulta lo siguiente: {\displaystyle y-y_{1}=m(x-x_{1})\!} {\displaystyle y-(-4)=-1/3(x-2)\!} {\displaystyle 3(y+4)=-1(x-2)\!} {\displaystyle 3y+12=-x+2\!} {\displaystyle x+3y+12=2\!} {\displaystyle x+3y+10=0\!} |

### Forma simplificada de la ecuación de la recta

Ecuación pendiente-ordenada de la recta a partir de dos puntos en el plano.

Si se conoce la pendiente m, y el punto donde la recta corta al eje de ordenadas es (0, b), podemos deducir, partiendo de la ecuación general de la recta, {\displaystyle y-y_{1}=m(x-x_{1})}:
| {\displaystyle y-b=m(x-0)\!} {\displaystyle y-b=mx\!} \| {\displaystyle y=mx+b\!} \| |
| {\displaystyle y=mx+b\!}                                                             |

Esta es la segunda forma de la ecuación de la recta y se utiliza cuando se conoce la pendiente y la ordenada al origen, que llamaremos {\displaystyle b}.

### Forma segmentaria de la ecuación de la recta (ecuación simétrica)
Recta que corta el eje ordenado en {\displaystyle b} y la abscisa en {\displaystyle a}.
{\displaystyle {\frac {x}{a}}+{\frac {y}{b}}=1\!}.
| Demostración |
| Si se plantea como problema encontrar la ecuación de una recta, conocidos {\displaystyle a} y {\displaystyle b} (la abscisa y ordenada al origen), se conocen dos puntos de la recta los cuales son los siguientes: {\displaystyle (0,b)\!} y {\displaystyle (a,0)\!} Con estos puntos se puede encontrar dicha ecuación, pero primero se debe calcular la pendiente: {\displaystyle m=\left({\frac {0-b}{a-0}}\right)={\frac {-b}{a}}} Después se sustituye en la ecuación {\displaystyle y-y_{1}=m(x-x_{1})}, usando cualquiera de los dos puntos, en este caso (a, 0): {\displaystyle ay=-bx+ab\!} {\displaystyle bx+ay=ab\!} y dividiendo toda la ecuación entre el término independiente {\displaystyle ab}: {\displaystyle {\frac {bx}{ab}}+{\frac {ay}{ab}}={\frac {ab}{ab}}\!} {\displaystyle {\frac {x}{a}}+{\frac {y}{b}}=1\!} Se obtiene la ecuación de la recta en su forma simétrica. Esta ecuación se suele utilizar para obtener la ecuación de una recta de la que se conocen sus intersecciones con los ejes y cuando, a partir de la ecuación de una recta, se desean conocer los puntos donde dicha recta interseca a los ejes. |

### Ecuación general de la recta
La ecuación general de una recta está dada por la expresión {\displaystyle Ax+By+C=0\!} con {\displaystyle A,B,C\in \mathbb {R} \!} y  {\displaystyle B\neq 0\!}, donde {\displaystyle {\frac {-A}{B}}\!} representa la pendiente de la recta y {\displaystyle {\frac {-C}{B}}\!} señala la ordenada en el origen, datos suficientes para representar cualquier recta en el plano cartesiano.

### Ecuación normal de la recta (primera forma)
La forma normal de la recta (Ecuación de Hesse):
{\displaystyle x\ \cos \omega +y\ \sin \omega -d=0\!}
Siendo d el valor de la distancia entre la recta y el origen de coordenadas, el ángulo omega ω es el ángulo entre la perpendicular a la recta y la parte positiva del eje de abscisas.
Si en lugar del ángulo de la normal ω se emplea el ángulo de la recta α, entre la recta y el eje de abscisas:
{\displaystyle x\ \sin \alpha -y\ \cos \alpha +d=0\!}
Siendo d el valor de la distancia entre la recta y el origen de coordenadas, el ángulo alfa α es el ángulo entre la recta y la parte positiva del eje de abscisas, cuya tangente expresa el valor de la pendiente de la recta.
| Demostración |
| Para obtener dicha ecuación a partir de una ecuación de la forma {\displaystyle Ax+By+C=0\!}, primero se ha de calcular: {\displaystyle \lambda ={\sqrt {A^{2}+B^{2}}}} al dividir los parámetros de la ecuación por {\displaystyle \lambda } se obtiene que {\displaystyle cos\omega ={\frac {A}{\lambda }}} y {\displaystyle sen\omega ={\frac {B}{\lambda }}}. Finalmente {\displaystyle -d={\frac {C}{\lambda }}} sin excepción. |

### Ecuación normal de la recta (segunda forma)
| {\displaystyle {\frac {-(Ax-By-C)}{\sqrt {A^{2}+B^{2}}}}=0} |

Tomando el valor positivo o negativo de la raíz, según corresponda.

### Haz de rectas que pasan por un punto

Rectas que pasan por el punto: (-3,4) (4;-6)
.

Para determinar el haz de las rectas del plano que pasan por el punto {\displaystyle P=(x_{0},y_{0})\,} se usa la ecuación
{\displaystyle y=m(x-x_{0})+y_{0}\,}, donde el parámetro m toma cualquier valor real. Esta familia de rectas tiene la característica común de pasar por el mismo punto, {\displaystyle P}, con pendiente diferente.
| Demostración |
| La ecuación de la recta ha de ser: {\displaystyle y=mx+b\,} Y ha de pasar por el punto {\displaystyle (x_{0},y_{0})\,}, luego tendrá que cumplirse: {\displaystyle y_{0}=mx_{0}+b\,} Despejando b, tenemos esta ecuación: {\displaystyle b=y_{0}-mx_{0}\,} Sustituyendo b en la ecuación general de la recta: {\displaystyle y=mx+(y_{0}-mx_{0})\,} Ordenando términos: {\displaystyle y=m(x-x_{0})+y_{0}\,} Esta ecuación define un haz de rectas en el plano que pasa por el punto {\displaystyle (x_{0},y_{0})}, el valor de m es la pendiente de cada una de las rectas que forman parte del haz a excepción de la recta vertical por dicho punto. |

### Recta que pasa por dos puntos
Si pasa por dos puntos {\displaystyle (x_{1},y_{1})} y {\displaystyle (x_{2},y_{2})}, donde {\displaystyle x_{1}\neq x_{2}}, la ecuación de la recta puede expresarse como:
{\displaystyle y={\cfrac {y_{2}-y_{1}}{x_{2}-x_{1}}}\;(x-x_{1})+y_{1}}
| Demostración |
| Han de cumplir la fórmula general {\displaystyle y=mx+b\,}, resultando un sistema de dos ecuaciones con dos incógnitas m y b: {\displaystyle y_{1}=mx_{1}+b\,} {\displaystyle y_{2}=mx_{2}+b\,} eliminamos la incógnita b, despejando en la primera ecuación y sustituyendo en la segunda: {\displaystyle b=y_{1}-mx_{1}\,} {\displaystyle y_{2}=mx_{2}+(y_{1}-mx_{1})\,} agrupando términos: {\displaystyle y_{2}-y_{1}=m(x_{2}-x_{1})\,} despejando m: {\displaystyle m={\cfrac {y_{2}-y_{1}}{x_{2}-x_{1}}}\,} este valor, m, es el de la pendiente de la recta que pasa por los dos puntos: {\displaystyle (x_{1},y_{1})} y {\displaystyle (x_{2},y_{2})}. Despejando ahora el valor de b de una de las ecuaciones del sistema, por ejemplo de la primera, tenemos: {\displaystyle b=y_{1}-mx_{1}\,} y sustituyendo m, por su valor ya calculado; {\displaystyle b=y_{1}-{\cfrac {y_{2}-y_{1}}{x_{2}-x_{1}}}\;x_{1}\,} Tenemos las dos incógnitas m y b despejadas, en función de las coordenadas de los dos puntos por los que tienen que pasar, entonces la ecuación general de la recta, con los parámetros ya calculados es: {\displaystyle y={\cfrac {y_{2}-y_{1}}{x_{2}-x_{1}}}\;x+y_{1}-{\cfrac {y_{2}-y_{1}}{x_{2}-x_{1}}}\;x_{1}} |

### Fórmulas para hallar "x" e "y" en una recta dada por coordenadas.
Tenemos una recta {\displaystyle {\overline {AB}}} dada por dos puntos {\displaystyle A(x_{A};y_{A})}y {\displaystyle B(x_{B};y_{B})}, de la cual queremos hallar {\displaystyle x} e {\displaystyle y} a lo largo de la misma. Obtenemos la pendiente {\displaystyle m_{\overline {AB}}}y utilizamos las fórmulas respectivas para hallarlas:
{\displaystyle m_{\overline {AB}}={y_{B}-y_{A} \over x_{B}-x_{A}}}
{\displaystyle x={y-y_{A} \over m_{\overline {AB}}}+x_{A}}
{\displaystyle y=m_{\overline {AB}}(x-x_{A})+y_{A}}
Donde:
{\displaystyle x} y {\displaystyle y}: ordenada y abscisa a hallarse;
{\displaystyle x_{A}}, {\displaystyle y_{A}}, {\displaystyle x_{B}}, {\displaystyle y_{B}}: ordenadas y abscisas respectivas de los puntos A y B de la recta {\displaystyle {\overline {AB}}};
{\displaystyle m_{\overline {AB}}}: pendiente de la recta {\displaystyle {\overline {AB}}}.

### Fórmulas para hallar el punto de intersección de dos rectas dadas por sus puntos de coordenadas.
Para obtener las coordenadas del punto de intersección {\displaystyle (x_{I};y_{I})} de dos rectas {\displaystyle {\overline {AB}}} y {\displaystyle {\overline {CD}}}, podemos utilizar las siguientes fórmulas.
{\displaystyle x_{I}={(m_{\overline {AB}}*x_{A})-y_{A}-(m_{\overline {CD}}*x_{C})+y_{C} \over m_{\overline {AB}}-m_{\overline {CD}}}}
{\displaystyle y_{I}=m_{\overline {AB}}(x_{I}-x_{A})+y_{A}}
Donde:
{\displaystyle x_{I}} y {\displaystyle y_{I}}: ordenada y abscisa de la intersección.

### Recta que no pasa por el origen
En coordenadas polares una recta que pasa a una distancia d > 0, tiene una ecuación dada por:

{\displaystyle \rho (\theta )={\frac {d}{\cos(\theta -\theta _{0})}}}

Donde la pendiente de la recta viene dada por {\displaystyle 1/\tan \theta _{0}}.

### Rectas notables

Rectas perpendiculares.

- La ecuación de una recta vertical responde a la ecuación general {\displaystyle x=x_{v}} (constante).

- La ecuación de una recta horizontal responde a la ecuación general {\displaystyle y=y_{h}} (constante).

- Una recta trigonoidal que pase por el origen O (0, 0), cumplirá la condición b = 0, siendo su ecuación: {\displaystyle y=(m)(x)\;}.

- Recta secante

- Recta tangente

- Dos rectas cualesquiera:

{\displaystyle y=\left(m_{1}\right)\left(x\right)+b_{1}\!}
{\displaystyle y=\left(m_{2}\right)\left(x\right)+b_{2}\!}
serán paralelas si y solo si {\displaystyle m_{1}=m_{2}\;}. Además, serán coincidentes cuando: {\displaystyle b_{1}=b_{2}\;}
serán perpendiculares si y solo si {\displaystyle m_{1}=-1/m_{2}\;}, es decir: {\displaystyle (m_{1})(m_{2})=-1\;}

### Rectas en el plano como espacio vectorial y afín

#### Mediante dos puntos del plano afín
Dados dos puntos en el plano, P y Q, sobre una recta, se puede describir cada punto de esta (es decir toda la recta) mediante la ecuación:
{\displaystyle P+\lambda {\vec {PQ}}}, donde {\displaystyle \lambda } puede tomar cualquier valor.

##### Ejemplo
Dados {\displaystyle P=(1,2)} y {\displaystyle Q=(3,5)}, entonces la recta son los puntos {\displaystyle (x,y)}, tales que {\displaystyle x=1+\lambda (3-1)} e {\displaystyle y=2+\lambda (5-2)}.

#### Mediante un punto y un vector
Dados un punto y un vector en el plano, P y {\displaystyle {\vec {v}}}, queda totalmente definida una recta mediante la ecuación:
{\displaystyle P+\lambda {\vec {v}}}, donde {\displaystyle \lambda } puede tomar cualquier valor.

##### Ejemplo
Dados {\displaystyle P=(5,-2)} y {\displaystyle {\vec {v}}=(3,1)}(llamado vector director), entonces la recta son los puntos {\displaystyle (x,y)}, tales que {\displaystyle x=5+\lambda (3)} e {\displaystyle y=-2+\lambda (1)}.

#### Rectas notables
- La ecuación de una recta vertical poseería un vector director del tipo {\displaystyle {\vec {v}}=(0,1)}.
- La ecuación de una recta horizontal poseería un vector director del tipo {\displaystyle {\vec {v}}=(1,0)}.
- Una recta por el origen es una recta que pasa por el origen de coordenadas con {\displaystyle P=(0,0)\in r}.
- Dadas dos rectas cualesquiera

{\displaystyle P+\lambda _{1}{\vec {v}}}
{\displaystyle Q+\lambda _{2}{\vec {w}}}
serán paralelas si y solo si {\displaystyle {\vec {v}}=\alpha {\vec {w}}}.
serán perpendiculares si y solo si {\displaystyle {\vec {v}}} y {\displaystyle {\vec {w}}} son perpendiculares, es decir, su producto escalar es cero.

#### Rectas como producto escalar
Toda recta, ya sea de forma implícita, explícita o vectorial, se puede expresar como producto escalar de vectores:
{\displaystyle (x,y)=(b_{x},b_{y})+\lambda (u_{x},u_{y})\Leftrightarrow \lambda ={\frac {x-b_{x}}{u_{x}}}\;\;\;\;y\;\;\;\;\lambda ={\frac {y-b_{y}}{u_{y}}}\Leftrightarrow } {\displaystyle {\frac {x-b_{x}}{u_{x}}}={\frac {y-b_{y}}{u_{y}}}\Leftrightarrow } {\displaystyle {\frac {x}{u_{x}}}+{\frac {-y}{u_{y}}}={\frac {b_{x}}{u_{x}}}+{\frac {-b_{y}}{u_{y}}}\Leftrightarrow } {\displaystyle (x,y)\cdot {\begin{pmatrix}{\frac {1}{u_{x}}}\\{\frac {-1}{u_{y}}}\end{pmatrix}}={\frac {b_{x}}{u_{x}}}+{\frac {-b_{y}}{u_{y}}}}
es decir, renombrando las constantes:
{\displaystyle (x,y)\cdot {\begin{pmatrix}a\\b\end{pmatrix}}=c}
- Si {\displaystyle (x,y)\perp (a,b)\Rightarrow c=0}. Por tanto, el vector {\displaystyle (a,b)} es perpendicular a la recta {\displaystyle ax+by=0} y a sus vectores directores, y por tanto a todas sus paralelas.

## Ecuación de la recta en el espacio

### Recta determinada mediante un sistema de ecuaciones

Sistema de 2 ecuaciones y 3 variables.

Recta en el espacio usando un sistema de 2 ecuaciones y 3 incógnitas:
{\displaystyle \left\{{\begin{matrix}x&+y&+z&=4\\x&-y&+3z&=7\end{matrix}}\right.}
- Esta ecuación equivale a la intersección de dos planos en el espacio.

### Recta determinada mediante vectores
Recta en el espacio usando un punto, {\displaystyle p=(p_{x},p_{y},p_{z})}, y un vector, {\displaystyle u=(u_{x},u_{y},u_{z})}:
{\displaystyle (x,y,z)=(p_{x},p_{y},p_{z})+\lambda (u_{x},u_{y},u_{z})}
- Al vector {\displaystyle u\,}se le llama vector director.

#### Posiciones relativas entre rectas
- Dos rectas serán paralelas si tienen vectores directores paralelos.
- Dos rectas serán coincidentes si comparten al menos dos puntos diferentes.
- Dos rectas se intersecan si no son paralelas y tienen un punto en común.
- Dos rectas serán coplanarias[5] si están contenidas en algún plano.
  - Dos rectas son coplanarias si y solo si o bien son coincidentes o bien se intersecan o bien son paralelas.
- Dos rectas se cruzan[nota 2] si no son paralelas ni tienen puntos comunes.